# 庫爾河 (通古斯卡河支流)
库尔河（俄语：Река Кур）或库噜河（满语：Kuru Bira）是哈巴罗夫斯克边疆区的河流，與烏爾米河匯合成為屬於黑龍江左支流的通古斯卡河，河道全長434公里，流域面积13,700平方公里，在夏季時經常河水氾濫。在现代俄罗斯的水文学上，库尔河和乌尔米河汇成通古斯卡河，注入黑龙江；而在清时，库尔河系正源，直接汇入黑龙江，而乌尔米河汇入库尔河；换而言之，“通古斯卡河”是俄方人造的概念。哲罗鲑和细鳞鲑生活在该河中，细鳞鲑属、茴鱼属和大马哈鱼洄流至此产卵。

## 引用
1. ↑  谭其骧 (编). . 中国地图出版社. 1982-1987. ISBN 7-5031-1840-7 （中文（中国大陆））.
2. ↑  А·П·穆拉诺夫. . 列宁格勒: 气象出版社. 1966 （俄语）.
3. ↑  . 列宁格勒: 气象出版社 （俄语）.
4. ↑  Т·А·基谢尔科瓦娅. . 列宁格勒: 气象出版社. 1977 （俄语）.
5. ↑  . Verumwiki.   [2024-08-15]. （原始内容存档于2021-11-08） （俄语）.
6. ↑  . dv-fishing.ru.   [2019-05-05]. （原始内容存档于2016-12-24） （俄语）.
7. ↑  . www.artphotoclub.com.   [2019-05-05]. （原始内容存档于2010-05-15） （俄语）.